# Клейст-Рецов, Ганс Гуго фон
Ганс Гуго фон Клейст-Рецов (нем. Hans Hugo von Kleist-Retzow; 25 ноября 1814, Киков, Померания — 24 июля 1892, Киков, Померания) — германский политический деятель.
Из старинного померанско-прусского дворянского рода. Сын Ганса Юргена фон Клейст-Рецова (1771—1844). Родился в Кикове (ныне — деревня Киково в Западно-Поморском воеводстве Польши).
В 1848 году стоял во главе строго консервативной юнкерской партии и был одним из основателей «Крестовой газеты». В 1849—1852 годах состоял членом реакционной партии в прусской палате депутатов, в 1851 году назначен обер-президентом Рейнской провинции, где под его командованием начался полицейский произвол. В 1858 году, с установлением в Пруссии регентства, Клейст-Рецов был немедленно уволен с занимаемой должности; в том же году занял место в прусской палате господ, где был главой «фракции Шталя». В германском рейхстаге, членом которого он был с 1877 года Клейст-Рецов был руководителем крайней правой группы Немецкой консервативной партии.